# Citrus reshni
Citrus reshni is een Citrus-soort die vaak als onderstam voor andere soorten en variëteiten wordt gebruikt, onder meer voor sinaasappel, grapefruit, mandarijn en citroen. Deze soort is afkomstig uit India en werd later ingevoerd in Florida en vanuit daar rond het midden van de negentiende eeuw verspreid naar Jamaica.

## Gebruik
Deze soort behoort tot de "zure" groep van mandarijnen, die te zuur zijn om te eten. De vruchten worden wel voor de bereiding van sap gebruikt.
Als onderstam kan deze citrus met meerdere bodemtype's overweg, inclusief kalkhoudende en zilte bodems. Een nadeel van deze onderstam is dat die de groei van erop geënte variëteit in de eerste jaren vertraagt. Deze onderstam is niet vorstbestendig. In gebieden waar het 's winters vriest, wordt voor de onderstam vaak Poncirus trifoliata of de variëteit 'Flying dragon' daarvan, met naar beneden gebogen doornen gekozen, of Ichang papeda.

## Ziekteresistentie
Citrus reshni 'Cleopatra' is bestand tegen het citrus tristezavirus en citrus exocortis maar is gevoelig voor wortelverstikking en aardappelziekte.
... · 
C. aurantifolia (limoen) · 
C. aurantium (zure sinaasappel) · 
Citrus aurantium subsp. currassuviencis (laraha) · 
C. bergamia (bergamot) · 
C. ×clementina (clementine) · 
C. hystrix (papeda) · 
C. japonica (Chinese kumquat) · 
C. ×junos (yuzu) · 
C. kinokuni (cherry orange) · 
C. limon (citroen) · 
C. maxima (pompelmoes) · 
C. maxima × paradisi (pomelo) · 
C. medica (sukadeboom) · 
C. ×microcarpa (calamondin) · 
C. ×natsudaidai (amanatsu) · 
C. ×paradisi (grapefruit) · 
C. reshni · 
C. reticulata (mandarijn) · 
C. reticulata × paradisi (ugli) · 
C. reticulata 'Satsuma' (satsuma) · 
C. sinensis (sinaasappel) · 
C. sinensis 'Cara cara' (cara cara) · 
C. ×tangelo (tangelo) · 
...